# Schöneck
Schöneck es un municipio situado en el distrito de Vogtland, en el estado federado de Sajonia (Alemania), a una altitud de 700 metros. Se encuentra a poca distancia al norte de la frontera con República Checa, a 35 km al norte de Cheb y a 18 km al sureste de Plauen. Su población a finales de 2016 era de unos 3200 habitantes y su densidad poblacional, 60 hab/km².
Schöneck es conocida por ser la estación de esquí más grande del este de Alemania. Con más de 700 m (altura de la iglesia), es la ciudad más alta del distrito de Vogtland. Se encuentra en el «rincón de la música», una región llamada así por su tradición en la producción de instrumentos musicales.

## Distribución administrativa
Los distritos de Schöneck son Arnoldsgrün, Eschenbach, Gunzen, Korna, Kottenheide, Schilbach y Zwotental. 

## Historia
Schöneck se convirtió en ciudad en el año 1370, pero su primera mención se produjo un siglo antes, cuando se mencionó el castrum Schönecke. 
Tras varios incendios devastadores (1632, 1680, 1761 y 1856), Schöneck participó en la industrialización del siglo XIX. La principal actividad de la ciudad se convirtió en la manufactura de cigarros. En 1875, se construyó el ferrocarril a Falkenstein y Klingenthal. La población creció significativamente hasta la Segunda Guerra Mundial, pero posteriormente volvió a contraerse.